# František Jan Křesina
František Jan Křesina (19. dubna 1881 Čestlice – 28. března 1962 Praha) byl průkopník bratrského hnutí. Před první světovou válkou založil několik nezávislých bratrských sborů na českém území.
Byl autorem mnoha evangelizačních brožurek, jako například Přímé stezky pro dítky Boží, náboženských publikací a překladů evangelizačních spisků.
Jeho syn Luboš Pavel Křesina (1922–2017) byl rovněž křesťanským teologem a publicistou.